# Euphyia luscina
Euphyia luscina là một loài bướm đêm trong họ Geometridae.